# Qaçaqkənd
Qaçaqkənd è un comune dell'Azerbaigian situato nel distretto di Neftçala.